# 沙埠镇 (钦州市)
沙埠镇，是中华人民共和国广西壮族自治区钦州市钦南区下辖的一个乡镇级行政单位。

## 行政区划
沙埠镇下辖以下地区：
沙埠社区、大石古村、下南山村、大岭村、沙寮村、油路村、桥坪村、海棠村、田寮村、分界村、坭桥村、望埠村、平艮村、油埠村和明天移民新村。